# 钱国玉
钱国玉（1957年—），男，汉族，河南尉氏人，中华人民共和国政治人物、第十二届全国人民代表大会河南地区代表。

## 生平
钱国玉毕业于天津财经学院会计学专业。1983年4月加入中国共产党。历任青海省国家税务局局长（2003年5月—2004年12月）、河南省国家税务局局长（2004年12月—2008年3月）、河南省财政厅厅长（2008年3月—2014年5月）、河南省政协副主席（2014年1月—）。2008年起担任全国人大代表。2013年，担任全国人大代表。
2014年5月29日，河南省第十二届人大常委会第八次会议决定，免去钱国玉的河南省财政厅厅长职务。